# Distretto di Karaburun

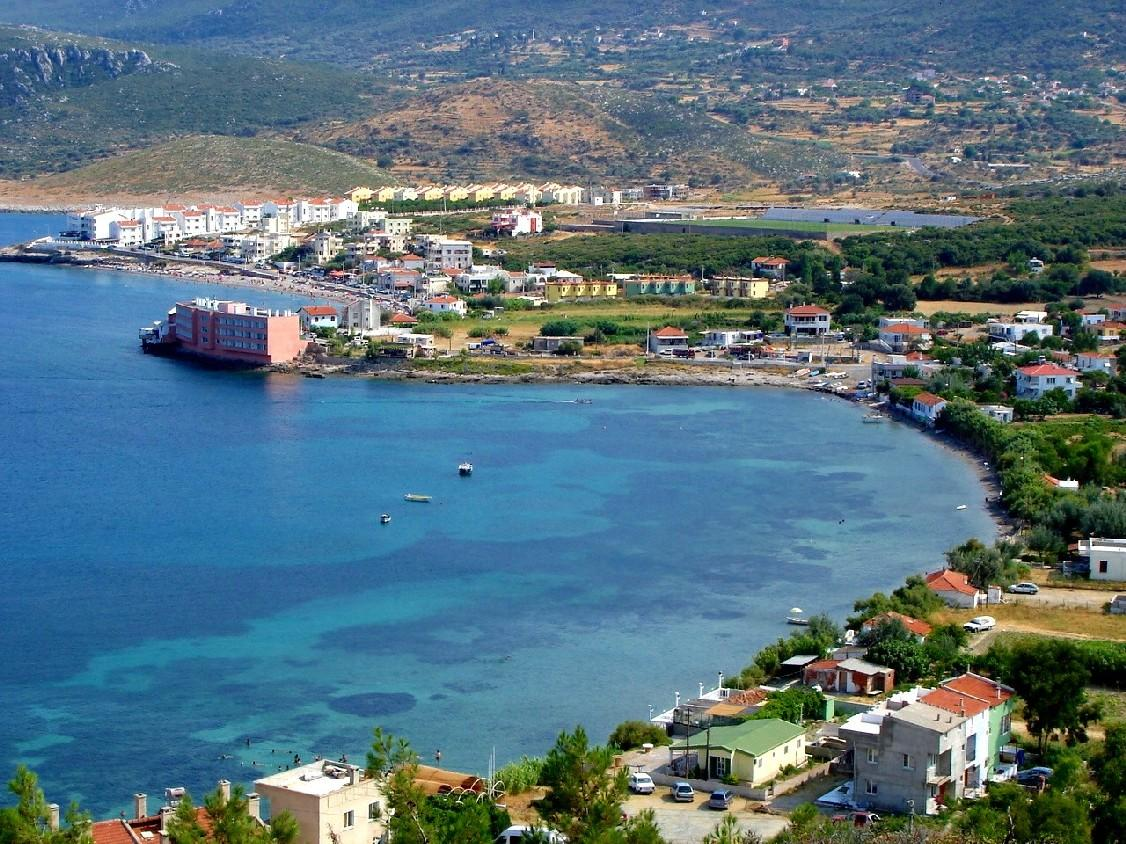
General view of Karaburun town center along Bodrum Cove

Il distretto di Karaburun (in turco Karaburun ilçesi) è uno dei distretti della provincia di Smirne, in Turchia.